# St-Denis (La Norville)

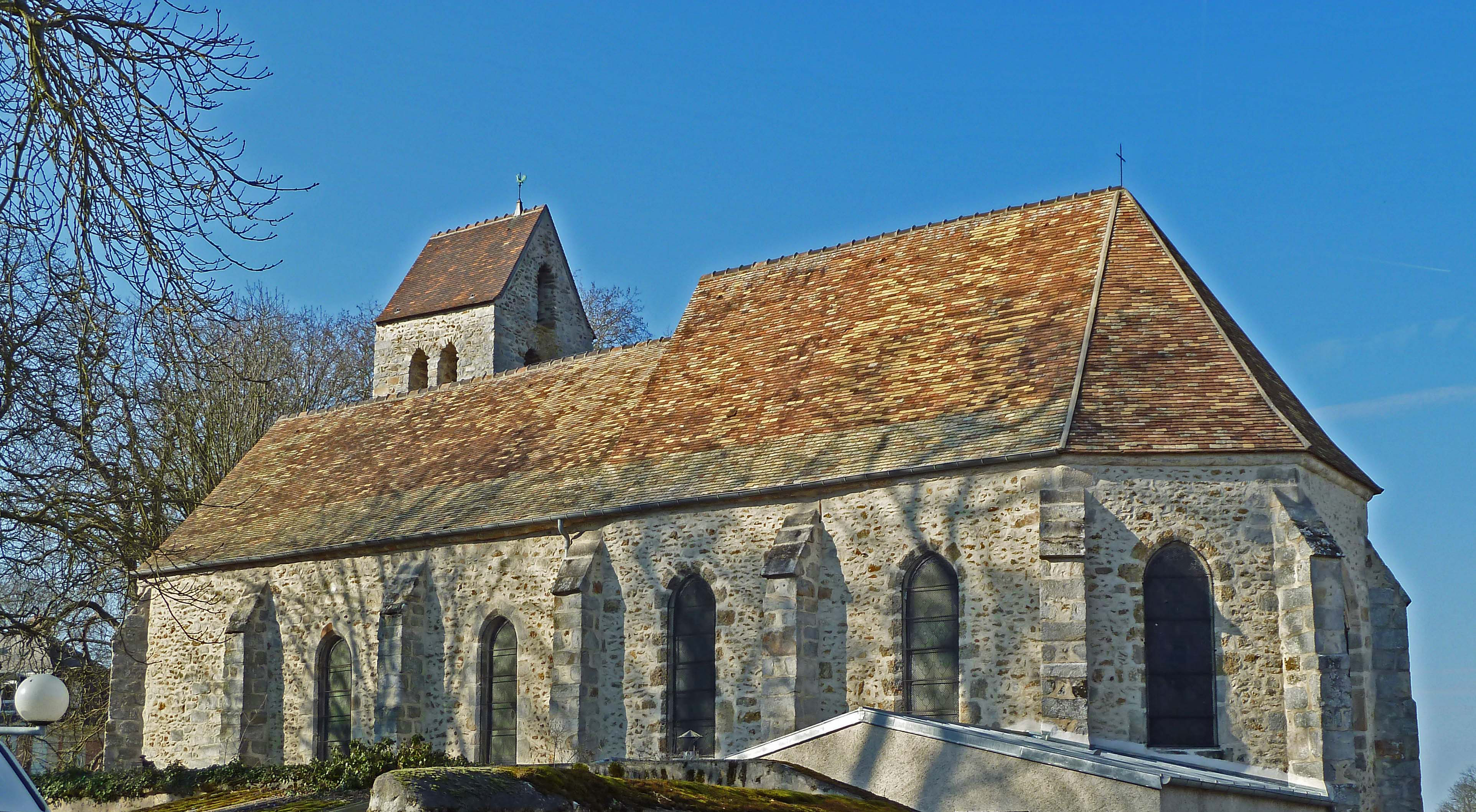
Kirche Saint-Denis in La Norville

Die römisch-katholische Pfarrkirche St-Denis in La Norville, einer französischen Gemeinde im Département Essonne in der Region Île-de-France, wurde ab dem 12. Jahrhundert errichtet. Das Bauwerk in der Rue Victor Hugo steht seit 1952 als Monument historique auf der Liste der Baudenkmäler in Frankreich.
Die dem heiligen Dionysius geweihte Kirche wurde nach den Zerstörungen im Hundertjährigen Krieg im Stil der Gotik wieder aufgebaut. Der Chor besitzt Maßwerkfenster. Das Bauwerk ist rundum mit Strebepfeilern gegliedert. Der Turm auf rechteckigem Grundriss besitzt auf zwei Geschossen Zwillingsfenster.

## Ausstattung
Die hölzerne Kanzel aus dem Jahr 1651 ist mit Schnitzereien verziert und als Monument historique klassifiziert.